# Club Destroyers
Club Destroyers is een Boliviaanse voetbalclub uit Santa Cruz de la Sierra, die zijn thuiswedstrijden speelt in het Estadio Ramón Tahuichi Aguilera.
De club werd opgericht op 14 september 1948 en kwam van 1985 tot 1999 uit in de hoogste afdeling van het Boliviaanse profvoetbal, de Liga de Fútbol Profesional Boliviano. Ook in de jaren 2005-2007 was Club Destroyers actief op het hoogste niveau.

## Erelijst

##### Semi-professioneel tijdperk
- Landskampioen (2)

1965, 1966

##### Professioneel tijdperk
- Copa Simón Bolívar (1)

2004

## Bekende (oud-)spelers
- Juan Carlos Chávez
- Rolando Coimbra
- Marco Etcheverry
- Arturo García
- Hebert Hoyos
- Eduardo Jiguchi
- Luis Ramallo
- Marciano Saldías
- Erwin Sánchez
- Mauricio Soria
- Carlos Trucco
- Johnny Villarroel

Always Ready ·
Atlético Palmaflor ·
Aurora · 
Blooming · 
Bolívar · 
Guabirá · 
Independiente Petrolero · 
Jorge Wilstermann · 
Libertad Gran Mamoré · 
Nacional Potosí · 
Oriente Petrolero · 
Real Santa Cruz · 
Real Tomayapo · 
Royal Pari ·  
The Strongest · 
Universitario de Vinto · 
Vaca Díez ·